# 本田和子
本田 和子（ほんだ ますこ、1931年1月15日 - 2023年2月12日）は、日本の児童学者。お茶の水女子大学名誉教授。元お茶の水女子大学学長。専門は児童文化論、児童社会史。

## 人物
新潟県生まれ。
放送倫理・番組向上機構（放送と青少年に関する委員会（青少年委員会））委員長も務めた。
2023年2月12日、死去。

## 略歴

### 学歴
- 1954年　お茶の水女子大学家政学部卒業
- 1955年　お茶の水女子大学家政学専攻科修了

### 職歴
- 1957年　尚絅女学院短期大学講師
- 1962年　十文字学園女子短期大学助教授
- 1970年　お茶の水女子大学家政学部助教授
- 1983年　お茶の水女子大学家政学部教授
- 1992年　お茶の水女子大学生活科学部教授
- 1995年　聖学院大学人文学部教授
- 2001年　お茶の水女子大学学長（同大学初となる、女性の学長）
- 2005年　学長退任

## 受賞・叙勲歴
- 日本保育学会倉橋賞（日本保育学会 1957年）
- 高山賞佳作（児童文学者協会 1962年）
- 保育学文献賞（日本保育学会 1983年）
- 日本児童文学学会研究奨励賞（日本児童文学学会 1985年）
- 日本児童文学学会賞（日本児童文学学会 1990年）
- 2007年秋、瑞宝重光章受勲

## 著書

### 単著
- 『子どもたちのいる宇宙』三省堂　1980年
- 『異文化としての子ども』紀伊国屋書店、1982　のちちくま学芸文庫　1992年
- 『子どもの領野から』人文書院　1983年
- 『少女浮遊』青土社　1986年
- 『子どもという主題』大和書房　1987年
- 『子別れのフォークロア』勁草書房　1988年
- 『オフィーリアの系譜 あるいは、死と乙女の戯れ』弘文堂 1989
- 『フィクションとしての子ども』(ノマド叢書)　新曜社　1989年
- 『女学生の系譜――彩色される明治』青土社　1990年
- 『江戸の娘がたり』朝日新聞社　1992年
- 『少女へのまなざし』日本放送出版協会　1993年
- 『映像の子どもたち――ビデオという覗き窓』人文書院　1995年
- 『交換日記　少女たちの秘密のプレイランド』(今ここに生きる子ども) 岩波書店　1996年
- 『変貌する子ども世界　子どもパワーの光と影』中公新書　1999年
- 『子ども100年のエポック』フレーベル館　2000年
- 『子どもが忌避される時代 なぜ子どもは生まれにくくなったのか』新曜社　2007年
- 『それでも子どもは減っていく』ちくま新書　2009年
- 『ところで軍国少女はどこへ行った』ななみ書房　2019年

### 共編著
- 『幼稚園の歴史』津守真,久保いと 恒星社厚生閣 1959
- 『人間現象としての保育研究』津守真,松井とし 光生館　1974
- 『保育現象の文化論的展開(人間現象としての保育研究)』津守真共編　光生館 1977年
- 『保育実践講座 第5巻 保育における経験や活動』岡田正章共編著 第一法規出版 1978
- 『わたしたちの「江戸」 <女・子ども>の誕生』森下みさ子、皆川美恵子 新曜社 1985
- 『子どもの発見』小島美子、岩田慶治、竹内敏晴、秋山さと子、山折哲雄　光村図書出版 1985
- 『少女論』青弓社 1988
- 『若者と子供の文化』編著　放送大学(日本放送出版協会)1993年
- 『子どもと若者の文化』編著　放送大学、1997
- 『ものと子どもの文化史』編著　勁草書房　1998年
- 『国立大学改革とお茶の水女子大学のゆくえ』土屋賢二共著　お茶の水学術事業会　2003年

## テレビ出演
- NHK人間大学（1993年7月～9月放送）「少女のまなざし」講師